# نيكولا باراسو
نيكولا باراسو (بالإيطالية: Nicola Barasso)‏ (21 نوفمبر 1981 بكاستيلاماري دي ستابيا في إيطاليا - ) هو لاعب كرة قدم إيطالي في مركز حراسة المرمى. شارك مع منتخب إيطاليا تحت 20 سنة لكرة القدم. أما مع النوادي، فقد لعب مع نادي جنوى وAC Mestre ‏ ونادي تارانتو 1927 وSS Ebolitana 1925 ‏.

## وصلات خارجية
- نيكولا باراسو على موقع قاعدة بيانات كرة القدم.إي يو (الإنجليزية)
- نيكولا باراسو على موقع Soccerway.com (الإنجليزية)